# Dauresia
 Dauresia  B.Nord & Pelser, 2005 è un genere di piante angiosperme dicotiledoni della famiglia delle Asteraceae (sottofamiglia Asteroideae).

## Etimologia
Il nome generico deriva da un nome indigeno del massiccio Brandberg, il più alto monte della Namibia.
Il nome scientifico del genere è stato definito dai botanici Rune Bertil Nordenstam (1936-) e Pieter B. Pelser nella pubblicazione " Compositae Newsletter. Stockholm" ( Compositae Newslett. 42: 76) del 2005.

## Descrizione
Habitus. Le specie di questo genere hanno un habitus di tipo subarbustivo. Le superfici delle piante possono essere glabre. Altezza massima: da 0,3 a 1 metro.
Radici. Le radici in genere sono secondarie da rizoma e possono essere fibrose. I rizomi sono striscianti o legnosi.
Fusto. La parte aerea è eretta; semplice o ramosa. Le cortecce dei fusti sono biancastre.
Foglie. Le foglie cauline, disposte in modo alternato, sono lungamente picciolate con forma cordate-arrotondate. I margini sono interi o dentati o seghettati grossolanamente. La consistenza della lamina è subcarnosa. Le venature sono palmate. Lunghezza del picciolo: 5 cm. Dimensione delle foglie: 4,5 cm.
Infiorescenza. Le sinflorescenze sono composte da capolini organizzati in dense formazioni corimbose. Le infiorescenze vere e proprie sono formate da un capolino terminale peduncolato di tipo discoide. Alla base dell'involucro (la struttura principale del capolino) non è presente un calice formato da brattee fogliacee. I capolini sono formati da un involucro, con forme da cilindriche a campanulate, composto da diverse brattee, al cui interno un ricettacolo fa da base ai fiori. Le brattee (5) sono disposte in modo embricato su due serie e possono essere connate alla base. Il ricettacolo è nudo (senza pagliette a protezione della base dei fiori); la forma è convessa e a volte è alveolato. Dimensione dei capolini: 1 cm. Dimensione delle brattee: lunghezza 5 mm; larghezza 2 - 3,5 mm.
Fiori.  I fiori (da 25 a 35) sono tetra-ciclici (formati cioè da 4 verticilli: calice – corolla – androceo – gineceo) e pentameri (calice e corolla formati da 5 elementi). Sono inoltre ermafroditi, tubulosi e actinomorfi; sono inoltre bisessuali.
- Formula fiorale:

*/x K {\displaystyle \infty }, [C (5), A (5)], G 2 (infero), achenio
- Calice: i sepali del calice sono ridotti ad una coroncina di squame.
- Corolla: nella parte inferiore i petali della corolla sono saldati insieme e formano un tubo. In particolare le corolle dei fiori del disco centrale (tubulosi) terminano con delle fauci dilatate a raggiera con cinque profondi lobi. I lobi possono avere una forma da deltoide a triangolare-ovata. Il colore delle corolle è giallo o bianco. Lunghezza della corolla: 7 – 8 mm.
- Androceo: gli stami sono 5 con dei filamenti liberi. La parte basale del collare dei filamenti può essere dilatata. Le antere invece sono saldate fra di loro e formano un manicotto che circonda lo stilo. Le antere sono brevemente codate; a volte sono presenti delle appendici apicali che possono avere varie forme (principalmente lanceolate). La struttura delle antere è di tipo tetrasporangiato, raramente sono bisporangiate. Il tessuto endoteciale è polarizzato. Il polline è tricolporato (tipo "helianthoid").[11]
- Gineceo: lo stilo è biforcato con due stigmi nella parte apicale. Gli stigmi sono ottusi; possono avere un ciuffo di peli radicali o in posizione centrale; possono inoltre essere ricoperti da minute papille; altre volte i peli sono di tipo penicillato. Le superfici stigmatiche sono separate.  L'ovario è infero uniloculare formato da 2 carpelli.

Frutti. I frutti sono degli acheni con pappo. La forma degli acheni è ellittico-oblunga; la superficie è percorsa da 5 coste longitudinali e può essere papillosa-irsuta (mucillaginosa se bagnata). Possono essere presenti delle ali o degli ispessimenti marginali. Non sempre il carpoforo è distinguibile. Il pappo è formato da numerose setole snelle bianche barbate disposte su più serie. Lunghezza degli acheni: 3 – 4 mm.

## Biologia
Impollinazione: l'impollinazione avviene tramite insetti (impollinazione entomogama tramite farfalle diurne e notturne).
Riproduzione: la fecondazione avviene fondamentalmente tramite l'impollinazione dei fiori (vedi sopra).
Dispersione: i semi (gli acheni) cadendo a terra sono successivamente dispersi soprattutto da insetti tipo formiche (disseminazione mirmecoria). In questo tipo di piante avviene anche un altro tipo di dispersione: zoocoria. Infatti gli uncini delle brattee dell'involucro (se presenti) si agganciano ai peli degli animali di passaggio disperdendo così anche su lunghe distanze i semi della pianta. Inoltre per merito del pappo il vento può trasportare i semi anche a distanza di alcuni chilometri (disseminazione anemocora).

## Distribuzione e habitat
Le specie di questo genere sono distribuite in Namibia.

## Tassonomia
La famiglia di appartenenza di questa voce (Asteraceae o Compositae, nomen conservandum) probabilmente originaria del Sud America, è la più numerosa del mondo vegetale, comprende oltre 23.000 specie distribuite su 1.535 generi, oppure 22.750 specie e 1.530 generi secondo altre fonti (una delle checklist più aggiornata elenca fino a 1.679 generi). La famiglia attualmente (2021) è divisa in 16 sottofamiglie; la sottofamiglia Asteroideae è una di queste e rappresenta l'evoluzione più recente di tutta la famiglia.

### Filogenesi
Il genere di questa voce appartiene alla sottotribù Senecioninae della tribù Senecioneae (una delle 21 tribù della sottofamiglia Asteroideae). In base ai dati filogenetici la sottotribù, all'interno della tribù, occupa il "core" della tribù e insieme alla sottotribù Othonninae forma un "gruppo fratello".
I seguenti caratteri sono indicativi per la sottotribù:
- il portamento è molto vario (erbe, arbusti, liane, epifite, alberelli o alberi);
- le foglie sono sia basali che cauline disposte in modo alternato;
- sono presenti capolini sia radiati, disciformi o discoidi;
- le antere sono tetrasporangiate, raramente bisporangiate.

La struttura della sottotribù è molto complessa e articolata (è la più numerosa della tribù con oltre 1.200 specie distribuite su un centinaio di generi) e al suo interno sono raccolti molti sottogruppi caratteristici le cui analisi sono ancora da completare.
Il genere di questa voce fa parte del seguente gruppo di generi: Cissampelopsis, Dauresia, Synotis e Mikaniopsis. Questo gruppo è caratterizzato dall'occupare nell'ambito della sottotrbù, da un punto di vista filogenetico, una posizione fortemente "basale". In particolare  Cissampelopsis e Synotis formano un "gruppo fratello" (incluso probabilmente anche Mikaniopsis) chiamato anche "Synotoid Group" (quest'ultimo gruppo insieme al genere Senecio s.str. e altri generi forma un "gruppo fratello"), mentre il genere Dauresia potrebbe essere "basale" a tutta la sottotribù (uno dei primi lignaggi sorti nella sottotribù). "Synotoid Group" (formato da 11 generi) è caratterizzato dalle antere munite di coda con padiglioni auricolari basali sempre sterili. Il cladogramma seguente mostra una possibile configurazione filogenetica di questi generi.
|  | \| \| Cissampelopsis \| \| \| \| \| \| Synotis \| \| \| \| \| \| (?)Mikaniopsis \| \| \| \| |
|  |                                                                                             |
|  | (gruppo di Senecio s.str.)                                                                  |
|  |                                                                                             |
|  | Cissampelopsis                                                                              |
|  |                                                                                             |
|  | Synotis                                                                                     |
|  |                                                                                             |
|  | (?)Mikaniopsis                                                                              |
|  |                                                                                             |

|  | Cissampelopsis |
|  |                |
|  | Synotis        |
|  |                |
|  | (?)Mikaniopsis |
|  |                |

|  | \| \| Cissampelopsis \| \| \| \| \| \| Synotis \| \| \| \| \| \| (?)Mikaniopsis \| \| \| \| |
|  |                                                                                             |
|  | (gruppo di Senecio s.str.)                                                                  |
|  |                                                                                             |
|  | Cissampelopsis                                                                              |
|  |                                                                                             |
|  | Synotis                                                                                     |
|  |                                                                                             |
|  | (?)Mikaniopsis                                                                              |
|  |                                                                                             |

|  | Cissampelopsis |
|  |                |
|  | Synotis        |
|  |                |
|  | (?)Mikaniopsis |
|  |                |

I caratteri distintivi per le specie del genere  Dauresia sono:
- la morfologia fiorale ha dei tratti tipici dei "tussilaginoidi" (il capolino discoide a fiori bianchi; un involucro privo di calice; l'endotecio polarizzato);
- nei fusti vecchi la corteccia s'imbianca;
- l'involucro è formato da 5 brattee su 2 serie;
- si tratta di un endemismo della Namibia.

### Elenco delle specie
Questo genere ha 2 specie:
- Dauresia alliariifolia (O.Hoffm.) B.Nord. & Pelser
- Dauresia flava  B.Nord.